# Kabupaten Nias Utara
Kabupaten Nias Utara (engelska: North Nias Regency) är ett kabupaten i Indonesien.   Det ligger i provinsen Sumatera Utara, i den västra delen av landet, 1 300 km nordväst om huvudstaden Jakarta. Antalet invånare är 130 335. Kabupaten Nias Utara ligger på ön Pulau Nias.